# Шинкай (комуна)
Шинкай (рум. Șincai) — комуна у повіті Муреш в Румунії. До складу комуни входять такі села (дані про населення за 2002 рік):
- Лекінчоара (109 осіб)
- Пуста (158 осіб)
- Шинкай-Финаце (269 осіб)
- Шинкай (1098 осіб) — адміністративний центр комуни

Комуна розташована на відстані 280 км на північний захід від Бухареста, 17 км на північний захід від Тиргу-Муреша, 61 км на схід від Клуж-Напоки, 145 км на північний захід від Брашова.

## Населення
За даними перепису населення 2002 року у комуні проживали 1634 особи.
Національний склад населення комуни:
| Національність | Кількість осіб | Відсоток |
| -------------- | -------------- | -------- |
| румуни         | 931            | 57,0%    |
| угорці         | 663            | 40,6%    |
| цигани         | 40             | 2,4%     |

Рідною мовою назвали:
| Мова      | Кількість осіб | Відсоток |
| --------- | -------------- | -------- |
| румунська | 952            | 58,3%    |
| угорська  | 672            | 41,1%    |
| циганська | 10             | 0,6%     |

Склад населення комуни за віросповіданням:
| Релігія        | Кількість осіб | Відсоток |
| -------------- | -------------- | -------- |
| православні    | 902            | 55,2%    |
| реформати      | 571            | 34,9%    |
| римо-католики  | 100            | 6,1%     |
| греко-католики | 47             | 2,9%     |
| п'ятдесятники  | 4              | 0,2%     |
| адвентисти     | 4              | 0,2%     |